# カルベトシン
カルベトシン（Carbetocin）は、パバル（Pabal）などの商品名で販売されている医薬品であり、出産後の過度の出血の予防、特に帝王切開の場合に用いられる。オキシトシンと同等の効果がみられる。他の医薬品よりも経済的でないため、スコットランドの国民保健サービスはカルベトシンの使用を推奨していない。投与法は静脈または筋肉への注射である。
副作用は、無治療またはプラセボの副作用とほとんど変わらない。てんかんや子癇のある人への投与は推奨されない。カルベトシンは、オキシトシンの長時間作用型である。作用機序は子宮を収縮させるオキシトシン受容体を活性化することによって効果がある。
カルベトシンが最初に説明されたのは1974年である。カナダとイギリスで医薬品として1997年に承認された。世界保健機関の必須医薬品リストに収載されている医療制度に必要とされる最も安全で効果的な医薬品である。米国と日本では入手できない。